# 坎波特哈尔
坎波特哈尔，是西班牙安达卢西亚自治区格拉纳达省的一个市镇。总面积36平方公里，
2001年普查人口總數為1423人，人口密度為每平方公里40人。